# Canadian Open (теніс) 1991
Canadian Open 1991 — тенісний турнір, що проходив на відкритих кортах з твердим покриттям. Це був 102-й турнір Мастерс Канада. Належав до ATP Super 9 в рамках Туру ATP 1991 і турнірів 1-ї категорії в рамках Туру WTA 1991. Чоловічі змагання відбулись на Uniprix Stadium у Монреалі (Канада) з 22 до 28 липня 1991 року, жіночі - в National Tennis Centre у Торонто (Канада) з 5 до 11 серпня 1991 року.

## Переможці та фіналісти

### Одиночний розряд, чоловіки
Андрій Чесноков —  Петр Корда, 3–6, 6–4, 6–3
- Для Чеснокова це був 1-й титул за рік і 7-й - за кар'єру.

### Одиночний розряд, жінки
Дженніфер Капріаті —  Катарина Малеєва, 6–2, 6–3
- Для Капріаті це був 2-й титул за сезон і 3-й за кар'єру.

### Парний розряд, чоловіки
Патрік Гелбрайт /  Тодд Вітскен —  Грант Коннелл /  Гленн Мічібата, 6–4, 3–6, 6–1

### Парний розряд, жінки
Лариса Савченко-Нейланд /  Наталія Звєрєва —  Клаудія Коде-Кільш /  Гелена Сукова 1–6, 7–5, 6–2